# Халгозеро
Халгозеро — озеро на территории Валдайского сельского поселения Сегежского района Республики Карелии.

## Общие сведения
Площадь озера — 1 км². Располагается на высоте 121,3 метров над уровнем моря.
Форма озера лопастная, продолговатая: вытянуто с северо-запада на юго-восток. Берега изрезанные, каменисто-песчаные.
Из северо-западной оконечности озера вытекает безымянный водоток, втекающий в ламбину, через которую протекает река Унежма, впадающая в Выгозеро.
В озере расположено не менее четырёх безымянных островов.
Код объекта в государственном водном реестре — 02020001311102000007923.